# Albatross (Schiff, 1929)
Die HMAS Albatross war ein Seeflugzeugträger der Royal Australian Navy (RAN). Die Albatross wurde vom Cockatoo Island Dockyard während der 1920er Jahre gebaut und kam 1929 in Dienst. Das Schiff hatte Probleme mit den Flugzeugen, die ihr zugeordnet wurden:
- die Amphibienflugzeuge, für die sie konstruiert wurde, waren ausgesondert, als das Schiff in den Dienst kam;
- das Nachfolgemodell konnte nicht katapultiert werden;
- das für die Albatross entwickelte neue Flugzeug kam erst in Dienst, als die Albatross bereits der Reserve zugewiesen war.

Die seit 1933 in der Reserve befindliche Albatross wurde 1938 im Rahmen des Beschaffungsprogramms von Kreuzern für die RAN an die britische Royal Navy in Zahlung gegeben. Als HMS Albatross unterstützte sie Geleit- und Überwachungsmaßnahmen im Südatlantik und ab Mitte 1942 im Indischen Ozean. Von Ende 1943 bis Frühjahr 1944 wurde das Schiff zu einem "Landing Ship (Engineering)" zur Unterstützung der Landung in der Normandie umgebaut. Sie wurde dort zur Reparatur von Landungsbooten und anderen Unterstützungseinheiten eingesetzt. Im August 1946 wurde das Schiff an zivile Eigner verkauft. Umgebaut kam es dann 1949 unter dem Namen Hellenic Prince als Passagierschiff in Dienst. Nach einem Einsatz 1953 als Truppentransporter nach Kenia während des Mau Mau-Aufstands wurde das Schiff im nachfolgenden Jahr verschrottet.

## Baugeschichte
1925 soll der Generalgouverneur Lord Stonehaven zur Überraschung der betroffenen australischen Teilstreitkräfte RAN und RAAF die Beschaffung eines Seeflugzeugträgers verkündet haben. Die Entscheidung, ein derartiges Schiff zu beschaffen, wurde durch die hohe Arbeitslosigkeit und den Wunsch nach öffentlichen Aufträgen ausgelöst. Auch wurde anerkannt, dass Australien nicht in der Lage sein würde, einen Flugzeugträger zu beschaffen und zu bemannen. Das Australian Commonwealth Naval Board forderte von der britischen Admiralität den Grundentwurf eines Seeflugzeugträgers, der eine Höchstgeschwindigkeit von 20 Knoten (kn) haben sollte und bei Auftragsvergabe an eine britische Werft nicht mehr als 400.000 £ kosten würde.

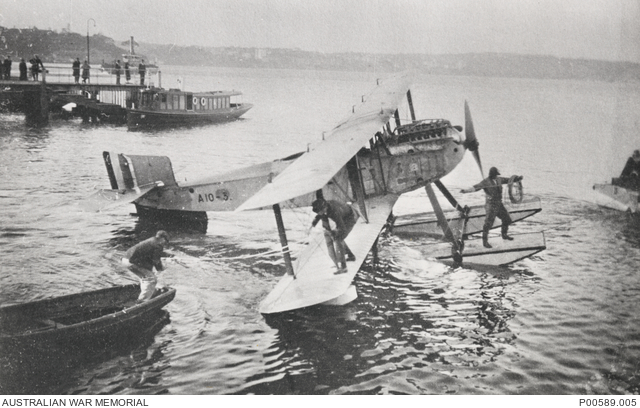
Fairey IIID-Seeflugzeug der RAAF

Der von der Admiralität entwickelte Entwurf basierte auf dem ersten Flugzeugmutterschiff der Royal Navy, der Ark Royal von 1914, und berücksichtigte einen Einsatz des Fairey IIID-Seeflugzeugs, das bei dem „No. 101 Flight“ der Royal Australian Air Force für die RAN eingesetzt wurde. Die Albatross sollte neun dieser Maschinen aufnehmen können: sechs als aktive Einsatzflugzeuge und drei als Reservemaschinen. Alle Maschinen sollten in drei Hangars im Rumpf Platz finden, was zu dem ungewöhnlich hohen Freibord der vorderen Schiffsrumpfes führte. Antriebsanlage, Mannschaftsräume und Brücke mussten daher in der hinteren Schiffshälfte Platz finden. Um die Maschinen einsetzen zu können, waren drei große Kräne vorgesehen.
Die Kiellegung des Neubaus erfolgte am 16. April 1926 bei der „Cockatoo Docks and Engineering Company“ auf Cockatoo Island. Am 23. Februar 1928 wurde es als Albatross von der Ehefrau des Generalgouverneurs Baron Stonehaven of Ury vom Stapel gelassen. Das Schiff verdrängte 4.800 ts, war 443 Fuß (ft) 7 Zoll (in) (135,2 m) lang, war bis zu 77 ft 9 in (23,7 m) breit und hatte einen Tiefgang von 16 ft 11,5 in (5,17 m). Angetrieben wurde von Parsons-Getriebeturbinen die mit vier Yarrow-Kesseln bis zu 12.000 PS auf zwei Wellen produzieren konnten, erreichte die Albatross 22 kn und übertraf die Konstruktionsgeschwindigkeit von 20 kn. Bei Höchstgeschwindigkeit hatte sie eine Reichweite von 4.280 Seemeilen (sm), bei der vorgesehenen Marschfahrt von 10 kn konnte sie 7.900 sm zurücklegen. Der Treibölvorrat betrug 942 t Öl. Dazu hatte das Schiff Tanks für 37.700 Liter Flugbenzin.
Die Bewaffnung des Schiffes bestand aus vier 4,7 Zoll (120 mm) Mk. VIII-Schnellfeuerkanonen, von denen zwei auf gleicher Höhe vorn neben dem Flugzeugdeck in Schwalbennestern aufgebaut waren, während die beiden anderen übereinander am Heck standen. Diese Waffe war auch zur Flugzeugabwehr entwickelt worden. Dazu kamen vier 2 pdr (40 mm)-pom-pom Luftabwehrkanonen, vier 3 pdr-Hotchkiss-Salutgeschützen, vier .303-in (7,7 mm) Vickers-Maschinengewehren und zwanzig .303-in-Lewis-Maschinengewehren (zehn Einzelwaffen und 5 Zwillingslafetten). Die Besatzung des Schiffes wurde aus 29 Marineoffizieren, 375 Seeleuten, 8 Luftwaffenoffizieren und 38 Soldaten der RAAF gebildet.
Die Albatross wurde am 21. Dezember 1928 fertig- und am 23. Januar 1929 von der RAN in Dienst gestellt. Der Bau des Schiffes kostete 1.200.000 £.

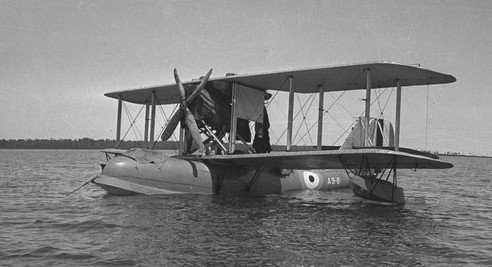
Supermarine Seagull-Seeflugzeug der RAAF

Allerdings waren die Fairey IIID-Maschinen kurz zuvor ausgesondert und durch Supermarine Seagull Mk.III ersetzt worden. Die Seagull Mk.III waren aber relativ ungeeignet für den Einsatz auf der Albatross, da sie vor allem nicht stabil genug waren, um katapultiert zu werden. RAN und RAAF stellten darauf eine neue Anforderung und Supermarine konstruierte für den Einsatz von der Albatross die Seagull Mk.V, die später als Walrus von der Royal Navy übernommen wurde. Die Albatross ging allerdings 1933 in Reserve, zwei Jahre bevor die ersten Mk.Vs in Dienst kamen. Einige Maschinen wurden dennoch von der stationären Albatross eingesetzt. Die neuen Seagulls waren etwas zu hoch, um in den Hangars der Albatross bewegt zu werden. Um dieses Problem zu lösen, wurden Spezialwagen entwickelt, auf denen die Maschinen mit eingezogenem Fahrwerk bewegt werden konnten.

## Einsatzgeschichte
Die HMAS Albatross startete zu ihrer ersten Reise eine Woche nach Indienststellung und besuchte Tasmanien und Victoria. Am 11. April 1929 lief sie dann von Sydney aus, um von Wyndham, Western Australia, sich an der Suche nach dem vermissten Sir Charles Kingsford Smith und seiner Fokker F.VIIb-3m Southern Cross zu beteiligen, die auf dem Weg nach England verschollen waren. Bevor die Albatross das abzusuchende Gebiet erreichte, wurde Smith gefunden, der schon am Glenelg River notgelandet war. Anfang Juli 1929 machte das Schiff noch eine Reise mit dem Generalgouverneur und seiner Gemahlin nach Norden innerhalb des Great Barrier Reef nach Port Moresby und zu anderen Häfen auf Neuguinea. Auch die Häfen verschiedener Inseln wurden angelaufen. Im August war das Schiff mit seinen Gästen eine Woche in Rabaul, wo auch der Jahrestag der australischen Besetzung vor 15 Jahren gefeiert wurde.
Im November 1931 und erneut im September 1932 wurde die Antriebsanlage der Albatross durch Sabotage beschädigt. Die Sabotageakte wurden einer weitverbreiteten Unruhe unter den Seeleuten zugeschrieben; die RAN machte kommunistische Einflüsse verantwortlich, heutige Autoren schreiben es der damals herrschenden Depression zu, in der die Gehaltskürzungen und sonstigen Kürzungen vor allem die Seeleute und nicht die Offiziere betrafen.

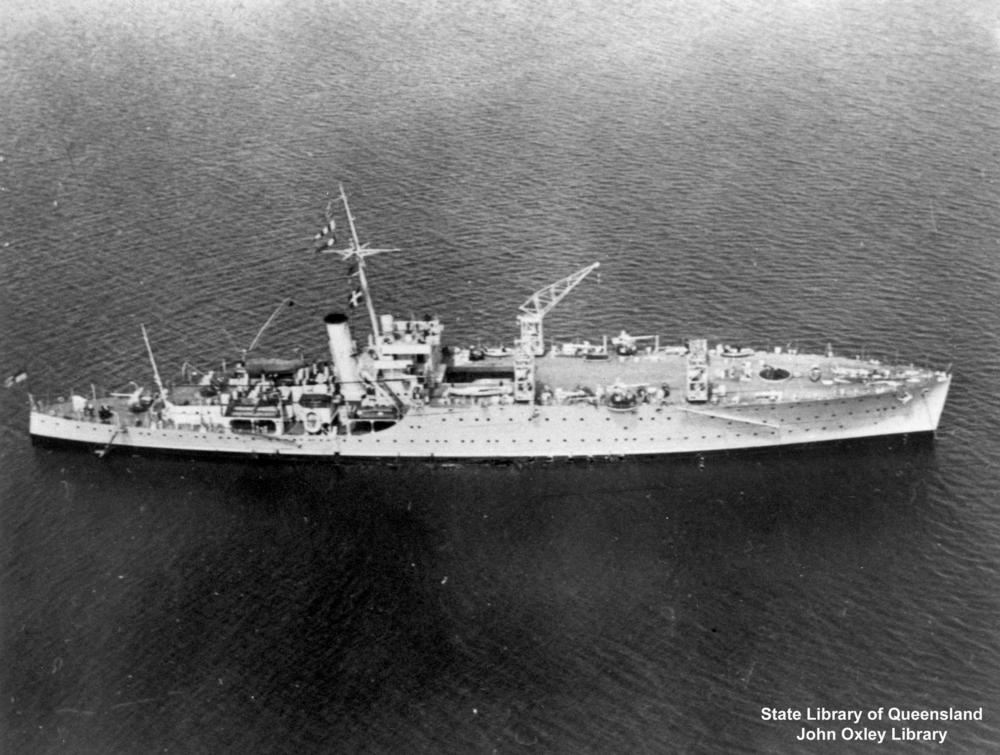
Albatross 1938

Am 26. April 1933 wurde die Albatross außer Dienst gestellt und der Reserve zugewiesen. Das in Sydney Harbour ankernde Schiff wurde allerdings weiter von den Seeflugzeugen der RAAF genutzt. Als 1938 die australische Regierung Schwierigkeiten hatte, den Ankauf des Leichten Kreuzers Apollo zu finanzieren, akzeptierte die britische Admiralität die Albatross als Teil der Zahlung für die künftige Hobart. Der Seeflugzeugträger wurde für die Überführung nach England am 19. April 1938 wieder in Dienst gestellt und verließ Australien am 11. Juli. Seine Besatzung wurde in Großbritannien Teil der Besatzung der Hobart.

### Kriegseinsatz
Eigentlich hatte die Royal Navy keinen Bedarf für einen Seeflugzeugträger. Bei Kriegsbeginn wurde die Albatross in Freetown in Westafrika stationiert, um mit ihren Flugzeugen zur Geleitzugsicherung, U-Boot-Jagd und Luftrettung im Atlantik eingesetzt zu werden. An Bord hatte sie sechs Supermarine Walrus der FAA-Staffel 710 und drei Reservemaschinen. Der frühe Verlust der Flugzeugträger Courageous und Glorious im Zweiten Weltkrieg eröffnete eine längere Verwendung für das Schiff, obwohl man sich bemühte, mehr Maschinen von verschiedenen Landstützpunkten einzusetzen. So wurde bei Freetown der Flugplatz Hastings erst für die Walrus, dann auch für andere Überwachungsflugzeuge ausgebaut. Die Albatross war relativ selten im Einsatz in See, leitete aber die Einsätze auch der von Land aus eingesetzten Maschinen und reparierte Bordmaschinen passierender Kriegsschiffe. Die Überholungen des Schiffes fanden 1941 in Simonstown und Anfang 1942 in Mobile (Alabama) statt.
Im Mai 1942 verlegte die Albatross in den Indischen Ozean nach Kilindini, um den Verkehr zur Eastern Fleet zu verbessern. Im Juli 1942 gaben ihre Flugzeuge Luftunterstützung für die Landung auf der Inselgruppe Mayotte vor der Besetzung von Madagaskar im September. Danach nahm sie wieder bis zum Juli 1943 Handelsschutzaufgaben wahr. Die notwendigen Überholungen fanden in Durban oder Bombay statt. Die Albatross kehrte nach Großbritannien zurück und wurde im September außer Dienst gestellt.

### Werkstattschiff
Von Oktober 1943 bis April 1944 wurde die Albatross erheblich umgebaut, um während der Landung in der Normandie als Landing Ship – Engineering (LSE) zu dienen. Für diesen Einsatz wurde ihre Flugabwehrbewaffnung erheblich verstärkt. Die alten leichten Flugabwehrwaffen wurden durch zwei Vierfach-pom-pom und sechs 20-mm-Oerlikon-Zwillingsgeschütze ersetzt. Anfangs lag sie nach erneuter Indienststellung in der Themsemündung als Teil der Ablenkungsmanöver. Am 8. Juni 1944 verlegte sie zu dem Gooseberry 5 vor Sword Beach nahe Ouistreham, um Reparaturmöglichkeiten zu bieten, die Luftabwehr zu unterstützen und eigene Bomber einzuweisen. Die Verlegung erfolgte unmittelbar nach der Landung, als ein Sturm die Pläne der Alliierten weitgehend zunichtemachte. Ihre Reparaturarbeiten vor Sword rettete 79 Fahrzeuge vom Totalverlust und brachte 132 wieder in den Dienst am Brückenkopf. Im Juli wurde die Albatross nach Portsmouth abgezogen, um wieder aufgefüllt zu werden und der Crew eine Pause zu gewähren.
Der nächste Einsatz vor der Normandie erfolgte am Juno Beach. Am 11. August wurde die Albatross vor Courseulles-sur-Mervon von einem Torpedo getroffen, der erhebliche Schäden anrichtete und 66 Mann tötete. Der niederländische Schlepper Zwarte Zee (1933, 793 BRT, 4200 PS Dieselmotor) schleppte die Albatross nach Portsmouth, wo sie außer Dienst gestellt wurde. Die Reparaturen dauerten bis Anfang 1945 und HMS Albatross kam als stationäres Versorgungsschiff für Minensucher bis zum 3. August 1945 erneut in Dienst, da eine vollständige Wiederherstellung nicht mehr sinnvoll erschien.

## Ziviler Einsatz

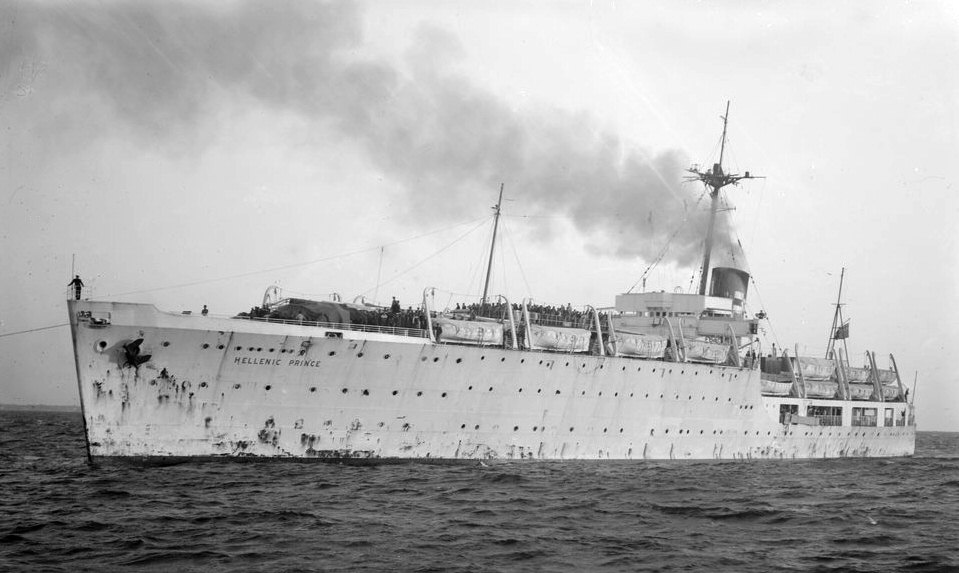
Hellenic Prince

Die Albatross wurde am 19. August 1946 an eine britische Gesellschaft zur zivilen Nutzung verkauft. Der erste Plan, das Schiff in ein Luxus-Passagierschiff umzubauen, scheiterte an dem zu hohen Aufwand. Ein weiterer Plan sah dann den Einsatz als ein schwimmendes Vergnügungstheater unter dem Namen Pride of Torquay vor dem Badeort Torquay vor. Auch dieser Plan wurde nicht vollendet. Schließlich kaufte am 14. November 1948 die britisch-griechische Yannoulatos Group das Schiff und nannte es Hellenic Prince aus Anlass der Geburt des britischen Thronfolgers an diesem Tag und seiner griechischen Abstammung. Der Umbau zu einem Passagierschiff erfolgte jetzt in Barry (Wales).
1949 wurde das Schiff von der International Refugee Organisation (IRO) gechartert, um einen Flüchtlingstransport von Europa nach Australien zu bringen. Bei den Flüchtlingen handelte es sich um Displaced Persons, Europäer, die Zwangsarbeiter der Achsenmächte gewesen waren und nicht in ihre Heimatländer zurückkehren wollten. Die Fahrgäste der Jungfernfahrt der Hellenic Prince wurden am 8. November 1949 in Neapel an Bord genommen und stammten aus den Flüchtlingslager Bagnoli und hatten sich für die Auswanderung nach Australien entschieden. Am 5. Dezember 1949 traf die Hellenic Prince mit 1.000 Passagieren, davon 97 Kinder, in ihrem ursprünglichen Heimathafen und Entstehungsort Sydney ein. 1953 war die Hellenic Prince letztmals als Truppentransporter nach Kenia während des Mau Mau-Aufstands eingesetzt.
Am 12. August 1954 traf das Schiff dann in Hongkong ein, um dort verschrottet zu werden.